# Hàng không năm 1921
Đây là danh sách các sự kiện hàng không nổi bật xảy ra trong năm 1921:

## Các sự kiện
- Bessie Coleman tham dự trường hàng không ở Pháp và trở thành phi công nữ Mỹ gốc Phi đầu tiên được cấp chứng nhận.
- Mexicana de Aviación bắt đầu hoạt động.

### Tháng 1
- 6 tháng 1 – Sau khi cải tiến, HMS Argus trở lại phục vụ Hải quân Hoàng gia Anh với tư cách tàu sân bay đầu tiên trên thế giới được trang bị rào chắn.[1]

### Tháng 6
- Boeing giành được hợp đồng trị giá $1.448.000 để chế tạo 200 chiếc máy bay chiến đấu Thomas-Morse MB-3 cho Quân đội Hoa Kỳ, cho phép công ty trang bị thiết bị.
- 8 tháng 6 - Quân đội Mỹ thực hiện những thí nghiệm đầu tiên về cabin điều áp trên một chiếc de Havilland DH.4.
- 13 tháng 6 - Quân đội Mỹ và Hải quân Hoa Kỳ bắt đầu thử nghiệm ở Vịnh Chesapeake các máy bay tấn công tàu. Tàu khu trục của Đức bị bắt giữ là G-102, tàu tuần dương hạng nhẹ Frankfurt và tàu chiến lớn Ostfriesland đã bị phá hủy hoàn toàn bởi bom.

### Tháng 7
- Douglas Aircraft Company được thành lập.

### Tháng 8
- 11 tháng 8 - Cúp Schneider được tổ chức tại Venice, Italy. Một chiếc máy bay của Ý là chiếc Macchi M-7, đã giành chiến thắng do Giovanni De Briganti điều khiển, nó đạt tốc độ 189.7 km/h (117.9 mph).
- 24 tháng 8 - Khí cầu R-38 của Anh bị tai nạn khi đang thử nghiệm ở Hull, Yorkshire, giết chết 44 người.

### Tháng 9
- 19 tháng 9 - Chuyến bay của các hãng hàng không bắt đầu được thực hiện ở Mỹ Latinh, với hãng hàng không Colombia SCADTA sử dụng những máy bay có trang bị phao là Junkers F.13, bay giữa Barranquilla và Girandot.

### Tháng 10
- Không quân Hoàng gia Anh tiếp quản công việc duy trì trật tự an ninh ở Iraq từ Quân đội Anh.
- 15 tháng 10 - Hãng hàng không Tây Ban Nha Compania Española de Trafico Aereo được thành lập - dần dần nó trở thành một phần của Iberia Airlines.

### Tháng 11
- Triển lãm hàng không Salon d'Aeronautique lần thứ 6 được tổ chức ở Paris. Chiếc Breguet 19 được ra mắt công chúng.
- 5 tháng 11 - Phi công thử nghiệm của Curtiss, Bert Acosta giành chiến thắng tại  Cúp Pulitzer trên một chiếc Curtiss CR-2 và lập một kỷ lục tốc độ là 284.36 km/h (176.7 mph).

### Tháng 12
- 5 tháng 12 -  Những chuyến bay dịch vụ thông thường bắt đầu được hoạt động ở Australia, do hãng hàng không West Australian Airways thực hiện.

## Chuyến bay đầu tiên

### Tháng 4
- 19 tháng 4 - Short Cromarty - thủy phi cơ

### Tháng 5
- Boeing GA-1